# Allos
Allos é uma comuna francesa na região administrativa da Provença-Alpes-Costa Azul, no departamento dos Alpes da Alta Provença. Estende-se por uma área de 116,65 km². Em 2010 a comuna tinha 819 habitantes (densidade: 7 hab./km²).